# Kunyu Quantu

T Kunyu Quantu, version de 1672 (Biblioteca Marciana Venise)

La Kunyu Quantu, en mandarin : 坤輿全圖 et en mandarin simplifié 坤舆全图,  est une carte du monde réalisée par Ferdinand Verbiest, un jésuite, en 1672-1674. Dessinée pour l'empereur de Chine elle est une modernisation et amélioration de la Kunyu Wanguo Quantu réalisée par Matteo Ricci quelque 70 ans auparavant.
Un exemplaire de la carte se trouve au Hunterian Museum and Art Gallery